# Morskie przejście graniczne Ustka
Morskie przejście graniczne Ustka znajduje się w Ustce i może się na nim odbywać ruch osobowy i towarowy. Przejście obsługuje przede wszystkim ruch graniczny portu morskiego Ustka.
Obsługiwane jest przez Morski Oddział Straży Granicznej – placówkę w Ustce.
W 2008 roku przekroczeń granicy dokonało tu 8,9 tys. osób.
W 2006 roku dokonano 6482 kontroli jednostek rybackich (statki rybackie, kutry i łodzie) oraz 151 jachtów i łodzi sportowych.
Przejście zostało formalnie ustanowione w 1961 roku.